# Grumman TBF Avenger
TBF Avenger byl americký jednomotorový třímístný palubní torpédový bombardér z období druhé světové války i z následujícího období. Byl nástupcem typu Douglas TBD Devastator. Na první pohled neforemné letadlo Avenger bylo spolehlivé a velmi odolné. Celkem bylo vyrobeno 9836 letounů tohoto typu.

## Vývoj

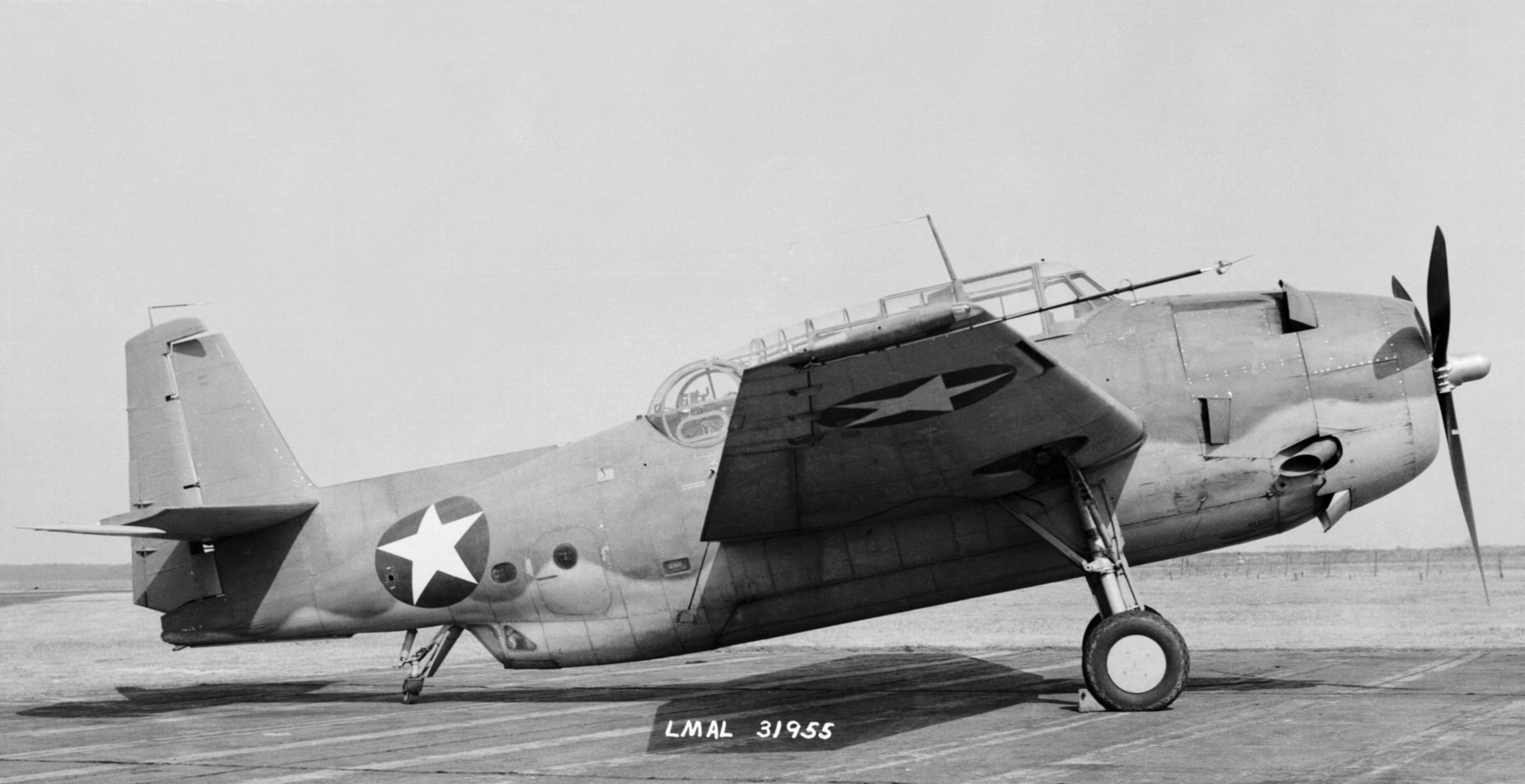
Druhý prototyp Grumman XTBF-1 (BuNo 2540) v NACA Langley Research Center, 1942

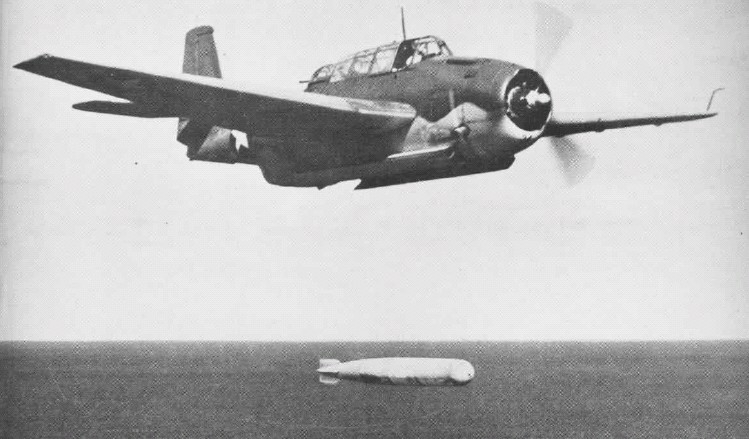
TBF-1 vypouští torpédo

Úřad pro letectví amerického námořnictva uzavřel 8. dubna 1940, po vypsání konstrukční soutěže z roku 1939, kontrakt na stavbu dvou prototypů palubních torpédových a bombardovacích strojů s leteckým výrobcem Grumman. Jeho Grumman Model 40 byl prvním torpédovým bombardérem společnosti Grumman. Nový stroj byl koncipován jako robustní třímístný středoplošník schopný nést letecké torpédo, nebo čtyři 227 kg pumy či hlubinné nálože. Výzbroj měl tvořit pevný kulomet ráže 12,7 mm instalovaný v přední části trupu, kulomet ráže 12,7 mm ovládaný střelcem v otočné prosklené věži a kulometem ráže 7,62 mm ovládaný střelcem ve spodní části trupu. 26 měsíců po uzavření kontraktu byl připraven první prototyp ke vzletu.
První prototyp XTBF-1 (sériové číslo 00373) byl zalétán 7. srpna 1941. V kokpitu seděl šéfpilot Grummanu Robert Leicester „Bob“ Hall. Rychle se vrátil na letiště, protože letoun byl přetížený, měl těžiště příliš vzadu a byl nestabilní. Mimo jiné bylo přepracováno uchycení motoru, který byl posunut více dopředu. Dne 28. června 1942 první prototyp začal hořet při zkušebním letu. Posádka se zachránila na padáku, ale letoun byl při nehodě zničen. Druhý prototyp XTBF-1 byl využit ke zkouškým v aerodynamickém tunelu NACA v Langley Memorial Aeronautical Laboratory v Hamptonu.
Prvních 286 sériových letounů TBF-1 bylo objednáno v prosinci 1940, dlouho před startem prototypu. První sériový TBF-1 (sériové číslo 000393) poprvé vzlétl 15. prosince 1941. Do služby se dostal v lednu 1942. V první polovině roku 1942 bylo námořnoctvu dodáno 142 kusů TBF-1.
Sériové letouny se od prototypů se lišily táhlým přechodem SOP do hřbetu trupu a ke střelbě okruhem vrtule byl nakonec vybrán kulomet ráže 7,62 mm. V závodě Grumman v Bethpage bylo vyrobeno 1526 TBF-1.
Druhou nejrozšířenější verzí vyráběnou společností Grumman byla TBF-1C se zvětšenou kapacitou palivových nádrží. Neměla kulomet v trupu, ale po jednom ráže 12,7 mm v každé polovině křídla. Subvarianta TBF-1D byla vybavena protilodním radarem a TBF-1E speciálním elektronickým vybavením.
Letoun zpočátku vyráběla mateřská firma, ale od prosince 1943 většina strojů vzniká v licenci u firmy General Motors co., Eastern Aircraft Division se sídlem v Trentonu ve státě New Jersey (automobilky se během války zapojily do rozsáhlého leteckého výrobního programu), která Avengery vyráběla jako TBM-1 a TBM-1C (poslední písmeno označovalo výrobce — F označovalo firmu Grumman, M firmu General Motors). Společnost GM se snažila také o vlastní vývoj Avengeru, a tak začátkem roku testovala čtyři prototypy XTBM-3 s pohonnými jednotkami R-2600-20 s výkonem až 1397 kW. Výzbrojí odpovídaly variantě TBF-1C. Následně zde byly sériově vyráběny pod označením TBM-3 a TBM-3E v celkovém počtu 4657 kusů. TBM-3E se vyznačovaly odlehčenou vnitřní konstrukcí a o 0,3 m větší délkou způsobenou jinak uloženým přistávacím hákem. Odlišovaly se také pouzdrem antény radaru pod pravým křídlem. U společnosti se zkoušely také tři prototypy XTBM-4 se zesíleným centroplánem a zlepšeným mechanizmem skládání křídla, avšak jejich sériová výroba zahájena nebyla.
Britské námořní letectvo převzalo celkem 958 strojů, z nichž 48 bylo využito u RNZAF. Nesly britské označení Avenger Mk.I (TBF-1B), Avenger Mk.II (TBM-1C) a Avenger Mk.III (TBM-3 a TBM-3E). Letouny byly upravovány instalací britských zaměřovačů, radiostanic, dýchacích souprav a kamer u společnosti Blackburn Aircraft Ltd.

## Nasazení

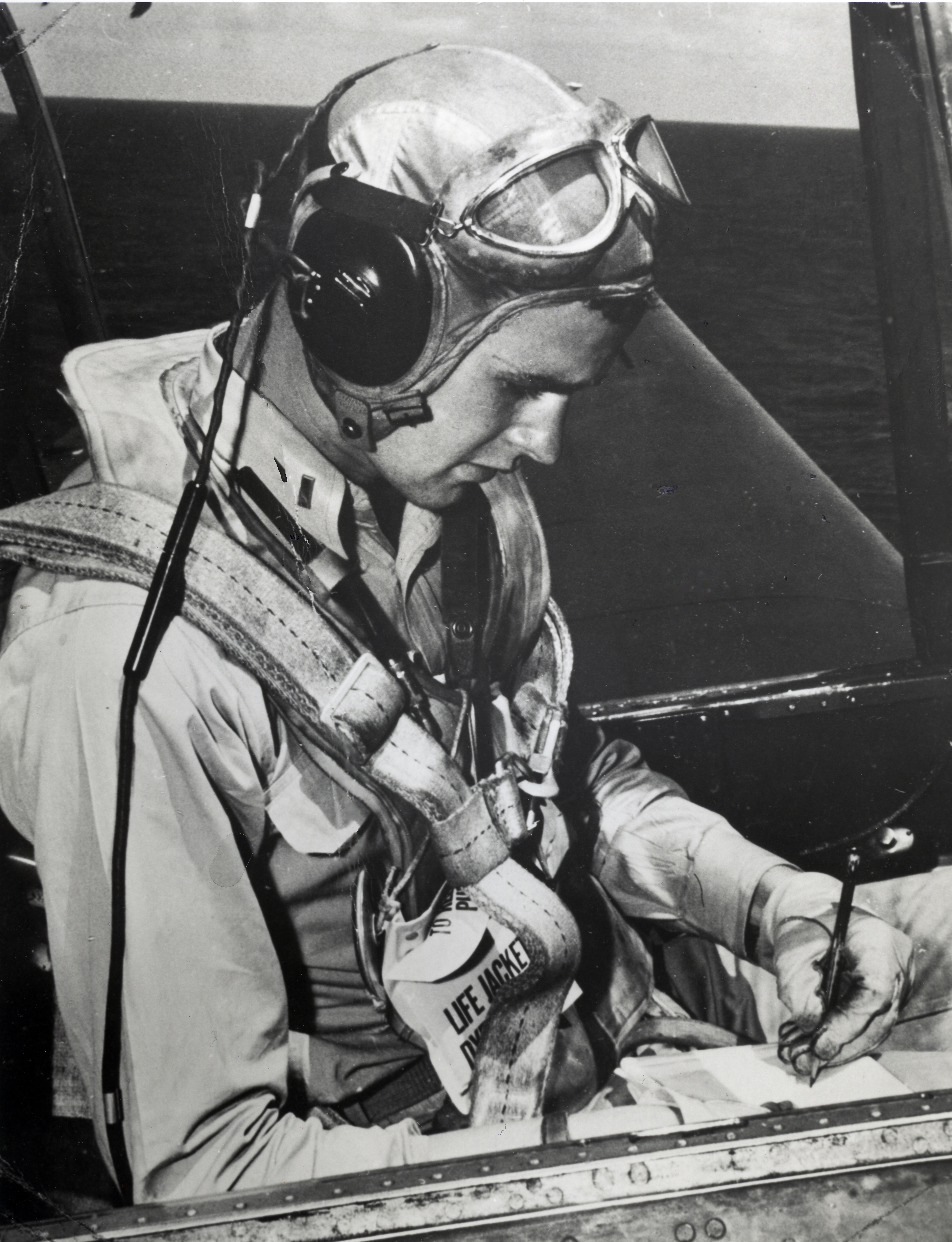
Pilot George H. W. Bush v kokpitu TBM-1C Avenger, 1944

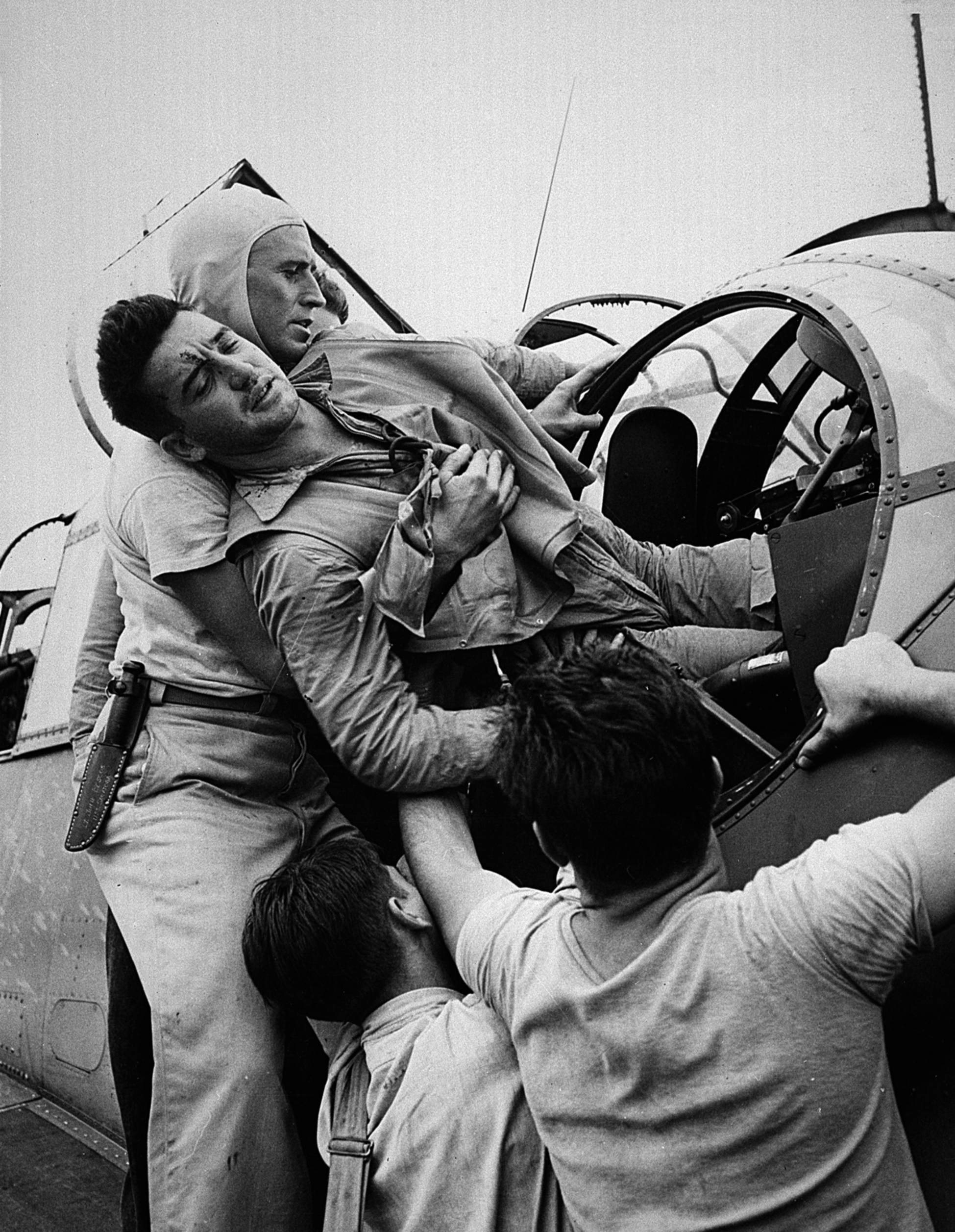
Členové posádky na palubě lodi USS Saratoga vytahují zraněného člena posádky ze zadní věže letounu Grumman TBF Avenger, foto: Wayne Miller

První sériový TBF-1 převzalo americké námořnictvo 30. ledna 1942, do konce května to bylo dalších 85 strojů a v červnu pak dalších 60. Svůj bojový debut si letadlo odbylo v bitvě u Midway v červnu 1942, kdy šest Avengerů perutě VT-8 z letadlové lodě USS Hornet, operujících jako samostatná jednotka z pozemního letiště, zaútočilo na japonské loďstvo. Pět z nich bylo sestřeleno a poslední přistál poškozen.
Dne 24. srpna 1942 se 45 TBF-1 ze dvou letadlových lodí podílelo na potopení japonské letadlové lodě Rjúdžó v bitvě u Šalomounových ostrovů. V listopadu 1942 Avengery účinkovaly při anglo-americkém vylodění ve francouzském Maroku, známém pod kódovým názvem operace Torch.
Námořní pěchota Spojených států amerických začala se svými Avengery operovat z pozemních letišť na Guadalcanalu v listopadu 1942. Osm perutí námořní pěchoty pak tyto stroje používalo v bojích v Pacifiku a na palubách eskortních letadlových lodí až do roku 1945.
Avengery sloužily i v rámci protiponorkových hlídek. Svou první německou ponorku, U-569, potopily 22. května 1943. Celkem Avengery z deseti eskortních letadlových lodí potopily 49 ponorek. Typ se stal také prvním americkým letounem standardně používajícím vysokorychlostní neřízené letecké rakety HVAR, zavěšené po šesti na kolejničkách pod každou polovinou křídla. Poprvé je použily proti ponorce 11. ledna 1944.
Dne 3. října 1943 se letouny Avenger společně se stroji Douglas SBD Dauntless z perutí VB-4 a VT-4, operujících z paluby USS Ranger, podílely na operaci Leader britského královského námořnictva, zaměřené proti německým plavidlům v přístavu Bodø na norském pobřeží a proti nepřátelské námořní plavbě v jeho okolí.
Čtveřice TBM z perutě VT-24 z USS Belleau Wood během bitvy ve Filipínském moři poslala 20. června 1944 ke dnu po zásahu dvojicí torpéd letadlovou loď Hijó. Avengery a střemhlavé bombardéry dále vyvolaly několik mohutných požárů na palubě Zuikaku.
Během série bitev u Leyte se mimo jiné podílely na potopení bitevní lodi Musaši 24. října 1944. V rámci jednotky VT-51 vzlétal na Avengerech z paluby USS San Jacinto i pozdější 41. prezident USA George Herbert Walker Bush. Dne 5. listopadu 1944 Avengery, společně se střemhlavými bombardéry Curtiss SB2C Helldiver, dosáhly řady zásahů na těžkém křižníku Nači, po nichž se plavidlo zádí napřed potopilo.
Stroje sloužily nejen v jednotkách US Navy, ale i u Aéronavale (TBM-3W-2 a TBM-3S-2 jednotek Flottile 4F, operující v 50. létech z alžírské základny Karouba, 6F, 9F, 2S, 3S, 10S a 15S), australských a kanadských silách. Britské Avengery byly poprvé bojově nasazeny v Pacifiku v červnu 1943 a operovaly při ochraně konvojů v severním Atlantiku. V roce 1953 pořídilo britské námořnictvo další stovku Avengerů na přechodné období do nasazení typu Fairey Gannet. Stroje verzí TBM-3E a TBM-3S nesly označení Avenger AS.Mk.4.
Po druhé světové válce byly letouny prodávány do dalších zemí, kde sloužily až do šedesátých let. V řadách US Navy ještě TBM-3A zasáhly do korejské války, například z paluby USS Coral Sea.

## Uživatelé

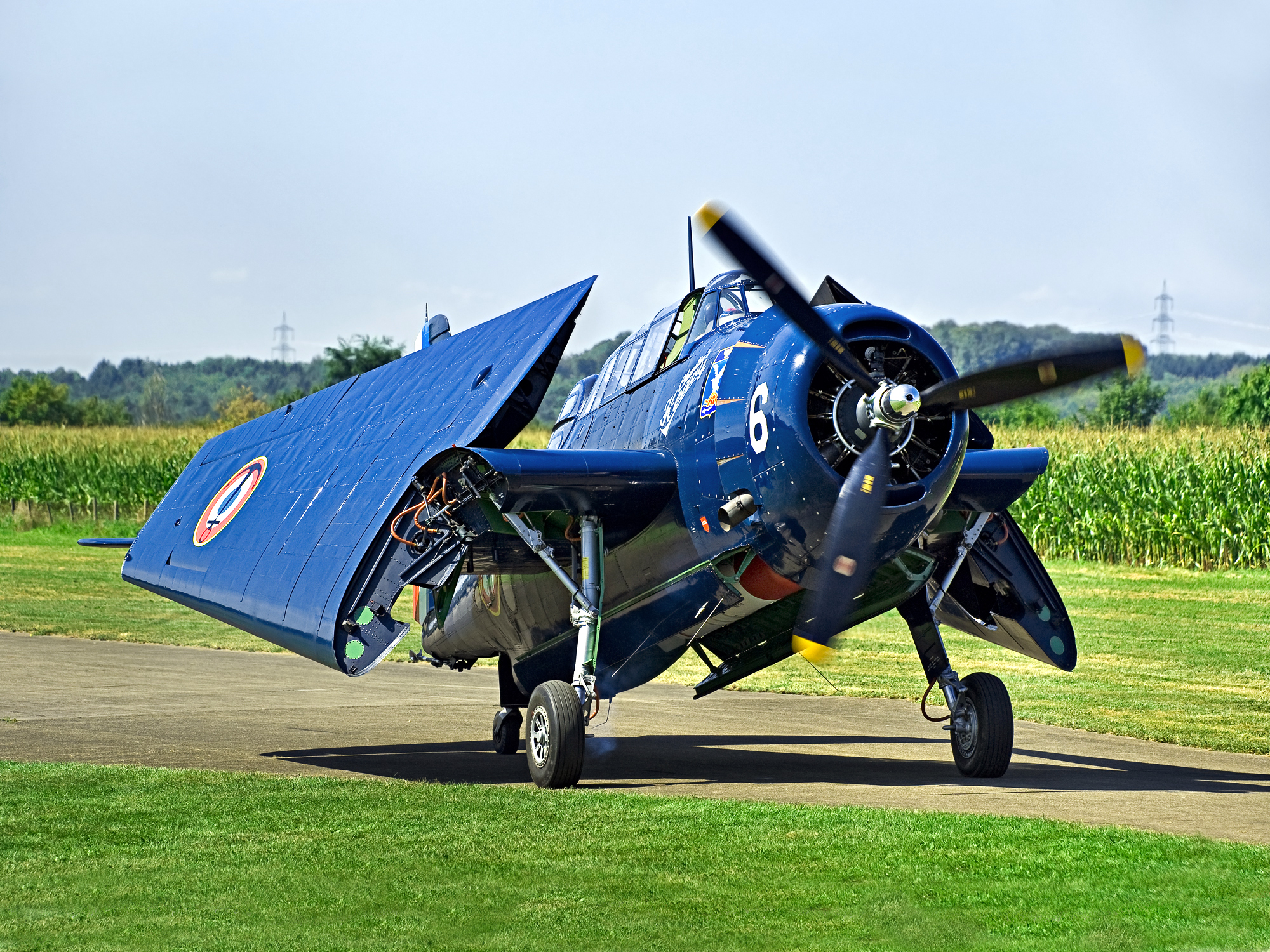
Grumman TBM-3 Avenger, Aéronavale

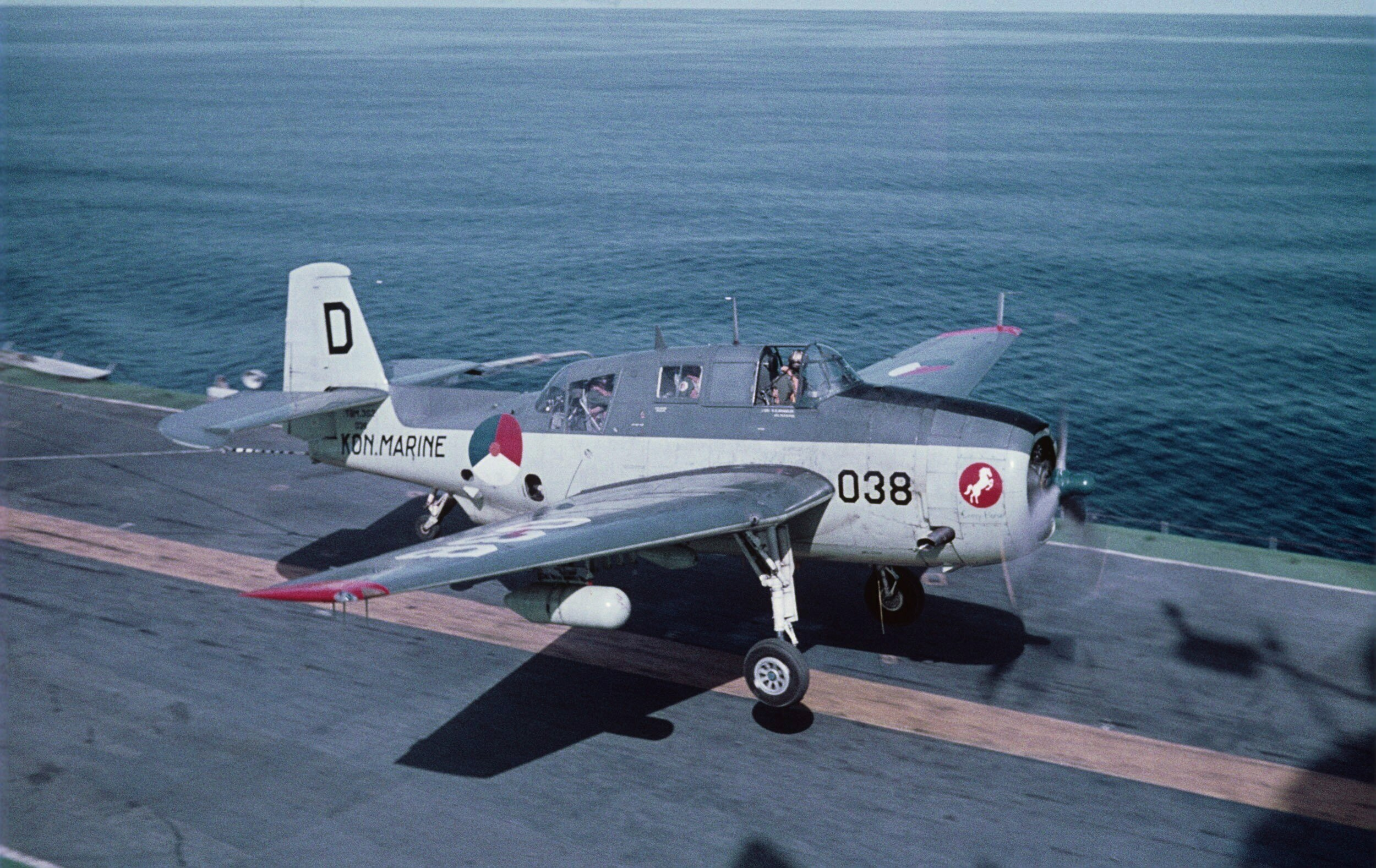
Nizozemský protiponorkový letoun TBM-3S2 Avenger na letadlové lodi Karel Doorman (R81)

(Údaje dle publikace Grumman Aircraft since 1929.)
- Brazílie
  - Brazilské námořní letectvo
- Francie
  - Aéronavale
- Japonsko
  - Japonské námořní síly sebeobrany
- Kanada
  - Kanadské královské námořnictvo
- Nizozemsko
  - Nizozemské námořní letectvo
- Nový Zéland
  - Royal New Zealand Air Force
- Spojené království
  - Fleet Air Arm
- Spojené státy americké
  - United States Navy
  - United States Marine Corps Aviation
- Uruguay
  - Uruguayské námořnictvo

## Specifikace (TBM-3)

Třípohledový nákres Grummanu TBF

Údaje platí pro TBM-3

### Technické údaje
- Rozpětí: 16,51 m
- Šířka se složeným křídlem: 5,79 m
- Délka: 12,19 m
- Výška: 5,30 m
- Nosná plocha: 45,52 m²
- Hmotnost prázdného letounu: 4787 kg
- Max. vzletová hmotnost: 8278 kg
- Pohonná jednotka: 1× dvouhvězdicový vzduchem chlazený čtrnáctiválec Wright R-2600-10 Cyclone 14
- Výkon pohonné jednotky: 1900 hp (1420 kW)

### Výkony
- Maximální rychlost: 430 km/h
- Dostup: 7132 m
- Stoupavost: 7,3 m/s
- Dolet: 4072 km

### Výzbroj
- 3 × kulomet M2 Browning ráže 12,7 mm (2 × v křídlech, 1 v elektricky ovládané střelecké věži na hřbetě trupu)
- 1 × kulomet Browning ráže 7,62 mm ve střelišti ve spodní části trupu
- 907 kg pum (letecké torpédo Mark 13 či pumy)